# Діонісій (Пилипчук)
Єпископ Діонісій, (в миру  Костянтин Петрович Пилипчук , нар. 10 червня 1979, Харків, УРСР)  — архієрей УПЦ МП, єпископ Переяслав-Хмельницький, вікарій Київської митрополії, кандидат богослов'я.

## Життєпис
Тезоіменитство — 16 жовтня (3 жовтня за старим стилем в день пам'яті Діонисія Затвірника).
Народився 10 червня 1979 року в Харкові в сім'ї священика. З 1986 по 1996 рік навчався в харківській середній школі № 115.
У 1996-1999 роках навчався в Київській духовній семінарії. В 1999 році вступив до Київської духовної академії, яку закінчив у 2003 році з науковим ступенем кандидат богослов'я.
З 2003 року є викладачем Київських духовних шкіл. З 2004 по 2011 роки — помічник проректора з виховної роботи.
21 вересня 2006 року рукоположений у сан диякона, 27 вересня того ж року — у сан священика.
В 2006-2007 рр. служив на парафії св. вмц. Варвари при Київському онкоцентрі. З 2007 по 2015 рік — благочинний Академічного храму Київських духовних шкіл (церкви на честь Різдва Пресвятої Богородиці біля Дальніх печер Києво-Печерської лаври).
З 2012 року — секретар Київської єпархії.
З 28 січня 2015 року — призначений штатним кліриком, а 21 жовтня того ж року — настоятелем храму на честь Покрови Божої Матері на Пріорці у м. Києві.
9 листопада 2015 року рішенням Вченої ради КДАіС присвоєно вчене звання доцента.
22 березня 2018 року пострижений в чернецтво з нареченням імені Діонісій на честь прп. Діонісія, затвірника Печерського.
У 2018 році згадується також як секретар Київської та Бориспольської єпархій УПЦ (МП)
2 квітня 2018 року возведений у сан архімандрита. 26 листопада 2018 року нагороджений другим хрестом з прикрасами.
17 грудня 2018 року призначений єпископом Переяслав-Хмельницьким, вікарієм Київської Митрополії. Наречений на єпископа 18 грудня того ж року в академічному храмі Київських духовних шкіл.
19 грудня 2018 року митрополит Онуфрій (Березовський) у Миколаївському домовому храмі резиденції Предстоятеля УПЦ МП в Києво-Печерській Лаврі звершив хіротонію архімандрита Діонісія (Пилипчука) в єпископа Переяслав-Хмельницького, вікарія Київської Митрополії. Предстоятелю УПЦ (МП) співслужили митрополит Бориспільський і Броварський Антоній (Паканич), архієпископ Ровеньківський і Свердловський Пантелеймон (Поворознюк), архієпископ Сєверодонецький і Старобільський Никодим (Барановський), архієпископ Боярський Феодосій (Снігірьов), архієпископ Ніжинський і Прилуцький Климент (Вечеря), єпископ Вознесенський і Первомайський Олексій (Шпаков), єпископ Васильківський Миколай (Почтовий), єпископ Гостомельський Тихон (Софійчук), єпископ Баришівський Віктор (Коцаба) та ректор КДАіС єпископ Білогородський Сильвестр (Стойчев), а також духовенство Київської єпархії.